# Thomas Ward l'épouvanteur
Thomas Ward l'épouvanteur (titre original : A New Darkness) est le premier tome de la série The Starblade Chronicles signée Joseph Delaney et qui prend la suite de la série L'Épouvanteur. Il est paru en 2014. L'éditeur français le présente comme le quatorzième volume de la série L'Épouvanteur.
Thomas Ward devenu épouvanteur se remet des lourdes épreuves qu'il vient de traverser. La perte des êtres qui lui étaient chers l'on beaucoup affecté. Mais il va devoir se relever pour former Jenny, une jeune fille voulant devenir épouvanteur et aider Grimalkin dans une nouvelle quête: défendre ses terres contre les Kobalos, de puissants guerriers. Encore une aventure difficile pour le jeune épouvanteur qui pourrait très bien se révéler être sa dernière...

## Résumé
Depuis la mort de John Grégory, Tom n'a eu d'autre choix que d'endosser le rôle d'Epouvanteur de Chipenden malgré son jeune âge. L'une de ses missions le conduit dans une auberge où sévit le fantôme d'une femme retrouvée morte dans d'étranges circonstances. Celle-ci a été découverte au petit matin, sans blessures apparentes, mais couverte de son sang, son visage affichant une indicible terreur. La nuit venue, Tom parvient à parler avec le fantôme de la défunte. Celle-ci ne peut lui dire grand-chose sur son agresseur si ce n'est qu'elle a ressenti un poids important sur sa poitrine et qu'une bête aux yeux rouges lui a bu son sang. Tom est inquiet car la jeune fille est la troisième à être retrouvée morte dans des conditions similaires.
De retours à Chipenden, il découvre une jeune fille qui l’attend près de sa maison. Celle-ci lui demande à devenir son apprentie. Tom refuse car il s'estime trop jeune. De plus, elle est une fille ce qui l'empêche de pouvoir exercer la profession en bénéficiant des pouvoirs nécessaires pour être un Epouvanteur. La jeune fille n'abandonne pas et Tom la retrouve le lendemain matin à la même place. Elle lui apprend s’appeler Jenny et être la septième fille d'une septième fille et donc bénéficier des mêmes pouvoirs que lui. Elle semble en connaître beaucoup sur Maître Grégory ainsi que sur lui-même. Tom est troublé en entendant son nom car il se souvient de la vision qu’il avait eu lui montrant la maison de Chipenden abandonnée avec le nom de Jenny gravée avec ceux des anciens apprentis.
Comme Tom refuse de la prendre en apprentissage, Jenny lui apprend qu'elle sait qu'il traque une créature, celle qui a déjà tué au moins trois jeunes filles dans la région. Elle est même capable de lui montrer où elle se trouve. Devant le scepticisme de Tom, Jenny lui redit qu'elle possède des dons et notamment celui de se rendre invisible ce qui lui a permis d'espionner la créature. Tom se résout à la suivre et pénètre dans l'antre de la créature tandis que celle-ci s'éloigne. Il espère ainsi pouvoir la capturer par surprise. Mais c'est la situation inverse qui se produit et Tom se retrouve attaqué par une créature d'allure humaine mais avec une gueule de loup. Aucune de ses armes habituelles n'a d'effet sur la créature et Tom se retrouve prisonnier, plongée dans l’inconscience. À son réveil, il découvre Jenny attachée et la créature en train de boire son sang. Profitant de l'inattention de la bête, Tom se sauve et retourne dans le jardin de Chipenden pour déterrer la Lame-Etoile, l'épée que lui avait confectionnée Grimalkin.
À son retour dans l'antre, Jenny est toujours en vie mais la créature n'est pas surprise de l'attaque de Tom. En revanche ce qu'il l’étonne, c'est qu'il ait pu résister à la Boska, une forme de magie qui aurait dû le plonger dans l'inconscience durant plusieurs jours. Grâce à la Lame-Etoile, Tom parvient à tuer la créature. Jenny est très affaiblie mais survit et Tom accepte qu'elle devienne son apprenti, en test durant un mois. Au souvenir des paroles que la créature lui a adressées avant de mourir, Tom comprend qu'il devait sans doute s'agir d'un Kobalos, la terrible menace que redoutait Grimalkin. Il la contacte par un miroir et la sorcière accepte de revenir pour examiner la dépouille et sa cache.
Pour faire les choses dans les règles, Tom demande à être présenté aux parents de Jenny. Il est très surpris quand ceux-ci annoncent n'avoir que deux autres filles. Cette information montre que Jenny a menti à Tom. Lorsqu'il lui demande une explication, la jeune fille lui révèle avoir été adoptée. Sa mère naturelle est venue la trouver il y a environ deux ans, alors qu'elle était mourante, afin de lui annoncer qu'elle était la septième fille d'une septième fille et qu'il ne fallait pas qu'elle soit inquiète si elle percevait des choses que le commun des mortels ne peut voir. Elle lui a également confié que le sang des Samhadre courrait dans ses veines. Il s’agit d’Anciens, des êtres dotés de pouvoirs, qui vivaient sur Terre alors même que l’humanité était balbutiante. Dans les mois qui ont suivi, Jenny a vu ses dons apparaitre : la capacité à percevoir les morts, une extrême empathie qui lui permet de lire dans les pensées, une capacité à implanter une idée dans un esprit et enfin la possibilité de se rendre invisible.
Bien décidé à savoir si Jenny dit vrai, Tom la conduit dans la maison hantée où il avait réalisé sa première épreuve pour devenir Epouvanteur. Alors que minuit sonne, Tom découvre que Jenny n'a pas suivi ses indications et a quitté la maison, sans doute dépassée par sa peur.
Au bout de deux jours, Grimalkin finit par le rejoindre et la sorcière, devant le cadavre de la créature, lui confirme qu'il s'agit d'un Kobalos, sans doute un mage très puissant. Elle lui remet une copie de quelques notes rédigées par un Epouvanteur qui a été confronté à ces créatures, et lui confie vouloir rester quelque temps dans la région, le temps d'examiner toutes les possessions du Kobalos.
L'hiver arrive plus tôt que prévu et Tom s'inquiète de savoir s’il n’est pas signe de l'imminence d'un danger. Il sait que les Kobalos viennent des Terres du nord et que le froid leur est sans doute favorable. Il est possible que cet hiver précoce soit une manifestation de la magie de leur dieu ressuscité Talkus afin d'amplifier la magie des mages Kobalos.
Tom retourne chez les parents de jenny pour obtenir des explications de la jeune fille. Celle-ci lui avoue ne pas voir fuit par peur mais par excès d’empathie. Quand les fantômes sont apparus, elle a immédiatement ressenti toutes leurs émotions et leurs pensées. C’est leur amour et leur culpabilité l’un envers l’autre qui l’ont submergée. Pour en avoir le cœur net, Tom la conduit à la colline des pendus et la jeune fille est capable de lui donner l’âge d’un soldat, ainsi que ses pensées au moment de sa mort. Il accepte de la reprendre en essai et s’appuie sur son propre apprentissage pour lui enseigner ses connaissances sur les gobelins, le maniement de la chaine en argent, se plaçant dans les traces de Maitre Grégory.
Jenny assiste à un premier travail d’Epouvanteur : une fillette a été enlevée par une sorcière. Si Tom parvient à la maitriser rapidement, il est trop tard pour la fillette. Jenny est très affectée par cette découverte et Tom craint qu’elle n’abandonne son apprentissage.
Durant plusieurs nuits, Jenny vient réveiller Tom car elle entend des cris terrifiants dans la nuit mais Tom ne perçoit rien. Quand enfin il les entend, ils se dirigent vers lui jusqu’à se retrouver à proximité de la cache du Kobalos. Ils découvrent une immense créature. Grimalkin apparait à leurs côtés et précipite la créature vers un piège mortel. La sorcière leur apprend qu’il s’agit d’un Vartek. Elle a fait "pousser" ce qui se trouvait dans les pots du Kobalos et a découvert des créatures dévastatrices, sans doute destinées à préparer le terrain lors de l’invasion des Kobalos. Alors que Grimalkin pensait qu’il n’y avait qu’une seule créature, une seconde émerge de terre et s’enfuit vers le village. Grimalkin et Tom viennent difficilement à bout de la bête et Jenny est fâchée de l’inconscience de la sorcière.
Peu après, ils sont réveillés par les cris du gobelin. Tom découvre dans le jardin de la maison les restes de trois Kobalos, des assassins selon les affirmations de Grimalkin. Tom comprend qu'il n'a d'autre choix s'il veut éviter cette menace, que de suivre la sorcière dans les terres du Nord pour en apprendre plus.
Après de longues journées de voyage, Grimalkin, Jenny et Tom parviennent à la frontière des Kobalos. L’un de leur guerrier, Kauspetnd, a défié les humains en combat singulier et un camp s’est dressé au fur et à mesure que les guerriers affluaient dans la région. De fréquents combats ont lieu mais jusqu'à présent, la créature n'a jamais été inquiétée et tous ses adversaires sont morts. La sorcière semble avoir des projets pour Tom mais ne les partage pas, ce qui irrite le jeune Epouvanteur et encore plus son apprentie.
La nuit venue, Grimalkin les emmène assister à un rassemblement religieux, où Tom découvre une créature venue du ciel, une sorte d'ange, projeter des rayons de lumière avant de donner sa bénédiction aux mages magowies avant de disparaître. Ni Tom ni Grimalkin ne savent ce qu'est la créature.
La sorcière révèle enfin le plan qu'elle a conçu et la raison de la venue de Tom. Elle va entraîner l’Epouvanteur pour qu'il tue le Kobalos et devienne le leader qui mènera une armée sur les terres des Kobalos, afin d'en apprendre plus sur eux. La sorcière ne peut combattre elle-même car, même en cas de victoire, aucun homme n'accepterait de suivre une femme. Tom est pessimiste quant à l'issue de cette rencontre mais suis pourtant le plan de la sorcière.
Grâce à sa lame et à l'entraînement reçu, Tom parvient à tuer le Kobalos. Mais la créature a le temps de lui planter son épée dans l'abdomen et Tom meurt malgré les soins prodigués par Grimalkin. La sorcière ne comprend pas comment un tel destin a pu se jouer malgré ses visions et Jenny, en plus de sa tristesse, voit ses rêves de devenir Epouvanteur lui échapper. La tristesse est à son maximum lors de l'enterrement du jeune homme. Mais l'arrivée de la créature apparue lors de la cérémonie des mages bouleverse tout…